# Мате II Чак
Мате (II) Матуш Чак (венг. Csák nembeli (II.) Máté; словац. Matúš Čák II; рум. Matei Csáki al II-lea) (ок. 1235—1283/1284) — крупный венгерский барон, землевладелец и военачальник, воевода Трансильвании (1270—1272, 1274, 1274—1275, 1276), бан Славонии (1272—1273), королевский судья (1273), магистр казначейства (1275—1276), палатин Венгрии (1278—1280, 1282—1283). Первый заметный член Тренчинской ветви клана Чак. Его преемником стал его племянник Мате III (ок. 1252—1321), который, основываясь на владениях своего дяди, стал фактическим правителем собственного домена и узурпировал королевские прерогативы на своей территории.

## Семья
Родился около 1235 года, был одним из четырех сыновей Мате I Чака (? — 1245/1249), основателя и первого члена Тренчинской ветви клана Чак, который служил мастером казначейства (1242—1245) и Маргариты из неизвестной знатной семьи. У Мате было трое братьев — Марк I Чак, ишпан (граф) комитата Хонт (1247), Иштван Чак, мастер стюардов (1275—1276, 1276—1279), и Петер I Чак, палатин Венгрии (1275—1276, 1277, 1278, 1281), и мастер стюардов (1270—1272, 1279 — ок. 1284), отец Мате III. У него была также младшая сестра, которая вышла замуж за моравского дворянина Здеслава из Штернберка, верного знаменосца клана Чак. Их сын, Стефан из Штернберка (или " Богемец ") позже унаследовал домен клана Чак из-за отсутствия прямого взрослого мужского потомка после смерти Мате III в 1321 году.
Мате II женился на неизвестной дворянке из неизвестного рода. Этот брак остался бездетным. Так его три брата умерли за это время, в 1283 году он назначил своего племянника, Мате III, чтобы унаследовать его имущество и крупные владения , которые заложили основы де-факто независимого домена, охватывающего северо-западные графства королевства (сегодня — западная часть нынешней Словакии и части Северной Венгрии).

## Карьера

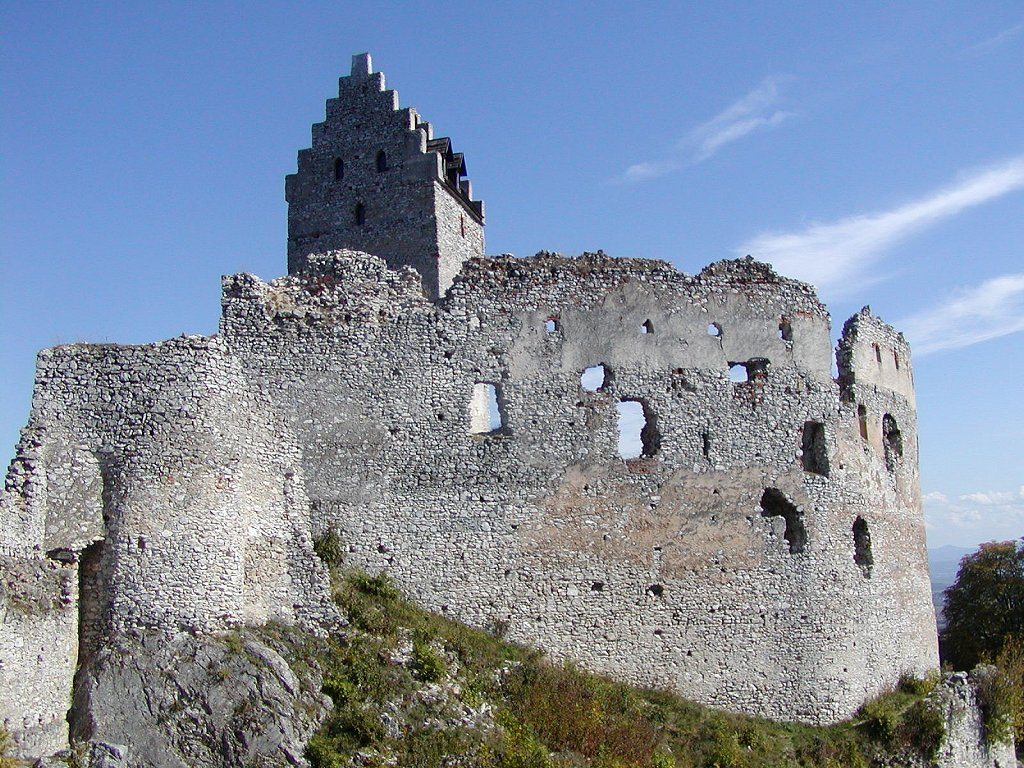
Замок Топольчани (Подградье, Словакия)

Его имя впервые упоминается в королевской хартии от 13 июня 1270 года, когда он служил воеводой Трансильвании (1270—1272), что указывает, Мате II получил эту должность лишь после смерти короля Венгрии Белы IV, таким образом, он был сторонником принца Иштвана, который восстал против своего отца и взял в свои руки власть в Трансильвании в 1260-х годах. Согласно грамоте 1273 года, Мате II участвовал в битве при Исасеге в 1265 году, где принц Иштван одержал стратегическую победу над армией своего отца. После этого король Венгрии Бела IV был вынужден признать власть принца Иштвана в восточных частях королевства. 23 марта 1266 года отец и сын подтвердили мир в монастыре Пресвятой Богородицы на острове Маргит. Трансильванское воеводство и доход от комитата Сольнок были наградой Мате Чака, когда Иштван V взошел на королевский престол в 1270 году. Он принимал участие в военной кампании против короля Богемии Оттокара II в 1271 году. Мате Чак занимал должность воеводы Трансильвании до внезапной смерти короля Иштвана V в августе 1272 года, после чего он был заменен Николае Герегье, бывшим сторонником Белы IV.
В то время, когда возникли трения между Белой IV и его сыном Иштваном, появились две соперничающие баронские группы, одну из которых возглавлял Хенрих I Кесеги («Генрих Великий»), также включавший кланы Гуткелед и Герегье, в то время как Тренчинская ветвь клана Чак доминировала во второй баронской группе. После коронации Иштвана V в 1270 году лидеры партии Белы IV бежали за границу от потенциальных возмездий, однако они вернулись в Венгрию, когда корона перешла к его старшему сыну, Ласло IV, в августе 1272 года. Во время номинального регентства королевы Елизаветы Куманской обе стороны хотели принять участие в управлении королевством. Соперничество между двумя партиями характеризовало последующие годы. По мнению историка Балинта Хомана, в первые пять правления короля Ласло IV произошло двенадцать «изменений правительства». Этот вид «политического маятника» хорошо иллюстрируется тем фактом, что Мате II действовал как бан Славонии с 27 ноября 1272 по апрель 1273 года, заменив соперника Иоахима Гуткеледа. Однако его в 1273 году тоже заменил соперник, Хенрих I Кесеги. После этого Мате II стал королевским судьей и ишпаном Бания (Аркибания) на территории комитата Нитра летом 1273 года. Вскоре, однако, он был снова проигнорирован, потому что Николай II Гуткелед из противоположной группы заменил его в качестве королевского судьи. В следующем году Мате II Чак восстановил свое политическое влияние при дворе, когда он был назначен воеводой Трансильвании в 1274 году и занимал эту должность до следующего года с небольшим перерывом, когда Николае Герегье вновь занимал эту должность в течение нескольких месяцев. Между 1275 и 1276 годами Мате Чак стал главой казначейства, кроме того, он также выполнял функции ишпана Пожони, графа Баранья и ишпана Бании. В 1276 году он служил воеводой Трансильвании в четвертый раз, заменив своего дальнего родственника Угрина Чака.
Мате II оставался сторонником династии во все времена, в соответствии с традицией клана Чак. Напротив, семья Кесеги постепенно проявляла свою нелояльность к династии Арпадов, прежде всего, когда Хенрих Великий вернулся в Венгрию из ссылки в Богемии в 1272 году, убил Белу, бана Мачвы, внука покойного короля Венгрии Белы IV, и разделил территорию герцогства Макса между баронами. В 1272 году он и Иоахим Гуткелед захватили и заключили в тюрьму юного короля Ласло IV, а после освобождения последнего они также бросили в тюрьму младшего брата короля, принца Андраша, герцога Славонии, два года спустя. В августе 1274 года между двумя баронскими группами вспыхнул вооруженный конфликт. Между тем, Мате II сражался против короля Оттокара II богемского в начале 1273 года в Штирии и Каринтии, который также претендовал на титул короля Германии. Мате Чак был одним из двух командиров (другим был его соперник, Иштван II Гуткелед) венгерской армии в битве на Моравском поле (при Мархфельде) 26 августа 1278 года, где был убит Оттокар II. Его храбрость и героизм во время битвы были задокументированы немецкими хрониками.

Герб венгерского клана Чак

После своего последнего воеводства в Трансильвании (1276 год) в последующие два года Мате Чак выполнял только функции местного главы: он был ишпаном комитата Мошон (1277—1278), комитата Шопрон (1277—1279) и комитата Ваш (1277). Однако вскоре его политическая карьера достигла апогея, когда в декабре 1278 года он был назначен палатином Венгрии, сменив на этом посту своего брата Петера I. Кроме того, он также стал судьей Куманского народа, исшпаном Банья в комитате Шомодь. Будучи палатином Венгрии, Мате Чак сыграл активную роль в заключении мира между Гуткеледами и славянофильской семьей Бабоничи после серии пограничных войн. Согласно королевской хартии он предоставил «истину» от имени короля в Шопроне в феврале 1279 года, когда он приказал казнить гражданина города, Петера. Позднее король Венгрии Ласло IV подарил земли Петера Денису Ослу, который ранее спас жизнь Мате II в битве на Мархфельде. Этот факт ясно указывает на то, что Мате II, как и другие современные ему магнаты, поставил своего собственного сторонника в более сильное положение, злоупотребляя своей должностью. Он также начал создавать так называемую «частную армию» с участием королевских слуг. Сохранилось несколько грамот, некоторые землевладельцы жаловались королю на беспокойство, что солдаты палатина Мате Чака притесняли и грабили их владения.
Летом 1280 года его сменил в должности палатина Венгрии бывший воевода Трансильвании Финта Аба (? — 1287), брат Амаде Абы. Однако через два года он был назначен палатином Венгрии на второй срок, сменив Ивана Кесеги, сына покойного Хенриха Великого. Кроме того, он был также ишпаном комитатом Шопрон (1282), Пожонь и Шомодь (1282—1283). Мате Чак занимал эти должности до самой своей смерти. Он подготовил свою последнюю волю и завещание 15 апреля 1283 года. Следующая королевская хартия сообщает о нем как о умершему человеке 9 августа 1284 года.

## Владения
Несмотря на свою успешную политическую и военную карьеру, Мате II Чак не входил в число крупнейших землевладельцев Венгрии. Он имел поместья в комитате Комаром, к северу от Дуная в Гетене (сегодня: Чотин, Словакия) и к югу от деревни Билле (сегодня часть Эстергома). Согласно его завещанию в 1283 году, Прасич (сегодня: Прасице, Словакия), Немчич и Яц (сегодня: Яковце, Словакия), в северной части комитата Нитра, также принадлежали к его владениям, которые он унаследовал, вероятно, от своего брата Иштвана I, потому что эти земли были расположены недалеко от замка Хруссо, центра бывшего поместья его брата. Сначала эту собственность унаследовала его жена, однако вскоре она тоже умерла, после чего землю приобрел Мате III, сын его младшего брата Петера I. Доминиканский монастырь на острове Маргит, где долгое время жила вдовствующая мать братьев Чак, унаследовал Гирок и Нандор (комитат Комаром).
Мате II Чак основал свою резиденцию в замке Топольчани (сегодня: Подградье, Словакия), где был построен и укреплен каменный замок. Он не пожертвовал свои поместья церкви в комитате Нитра, они остались в собственности клана Чак. Возможно, у него были также поместья или вассалы в округе Пожонь, возможно, одним из них был Томас Хонт-Пазмань, для которого Мате II, как палатин Венгрии, выступал перед архиепископом Эстергома, в связи с оплатой потери. Экспансия в уезде Пожонь вызвала конфликты между кланом Чак и семьей Кесеги, которая долгое время была землевладельцем в комитате.